# Все кошки серы
Все кошки серы (фр. Tous les chats sont gris) — бельгийский фильм 2014 года, поставленный режиссёром Савин Делликур. Мировая премьера картины состоялась 25 ноября 2014 на 32-м Кинофестивале в Турине. В 2016 году фильм был номинирован в 9 категориях на получение бельгийской национальной кинопремии «Магритт», в частности за лучший фильм и лучшую режиссёрскую работу.

## Сюжет
Шестнадцатилетняя Дороти, которая выросла в богатом жилом районе Брюсселя, не чувствует себя комфортно в повседневной жизни, отчасти из-за отношения с матерью. Случайно она встречает Пола, 43-летний мужчина, который работает частным детективом и после смерти жены живёт уединенно. Дороти обращается к нему с просьбой помочь ей найти биологического отца на что Пол соглашается. Между девушкой и мужчиной возникает тесная связь, но Дороти не знает, что Пол самом деле и является его биологическим отцом. В течение многих лет Пол жил с этой тайной, а теперь вернувшись в Брюссель из-за рубежа, наблюдает за Дороти издалека, даже не смея приблизиться к ней.

## Награды и номинации
| Год  | Награда | Номинация                    | Номинант         | Результат |
| ---- | ------- | ---------------------------- | ---------------- | --------- |
| 2016 | Магритт | Лучший фильм                 |                  | Номинация |
| 2016 | Магритт | Лучший режиссёр              | Савина Делликур  | Номинация |
| 2016 | Магритт | Лучший актёр                 | Були Ланнерс     | Номинация |
| 2016 | Магритт | Лучшая актриса второго плана | Анн Косенс       | Победа    |
| 2016 | Магритт | Самая многообещающая актриса | Манон Капели     | Номинация |
| 2016 | Магритт | Лучший первый фильм          |                  | Победа    |
| 2016 | Магритт | Лучшие декорации             | Поль Расчоп      | Номинация |
| 2016 | Магритт | Лучший дизайн костюмов       | Сабина Запителли | Номинация |
| 2016 | Магритт | Лучший монтаж                | Эвин Рикерт      | Номинация |